# The Fairy Queen
Pour l’article homonyme, voir La Reine des fées (poème d'Edmund Spenser).

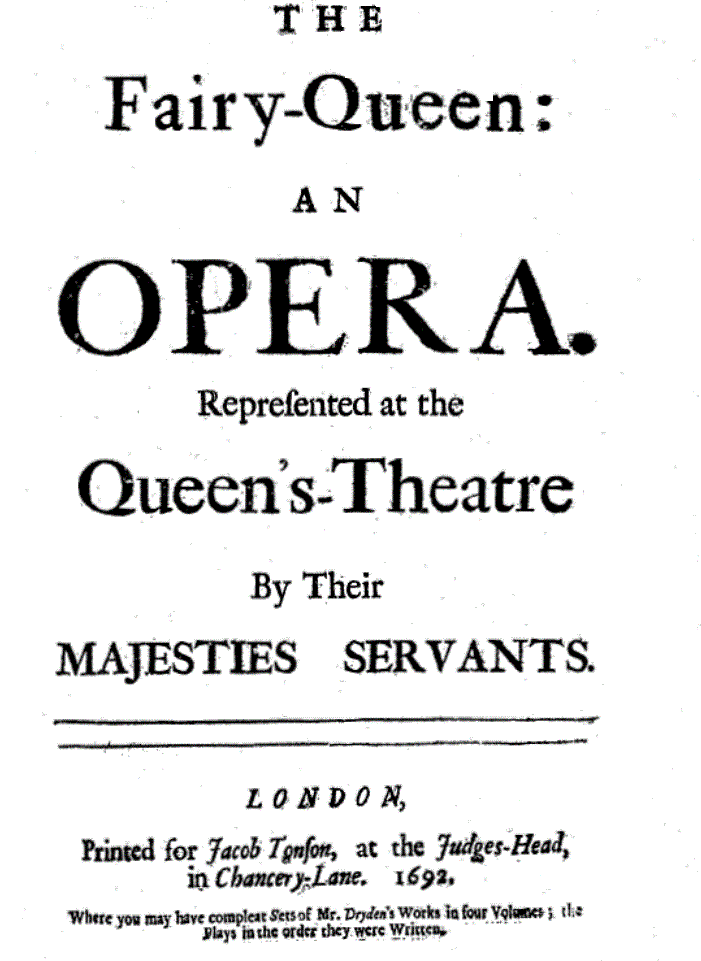
Page de couverture de l'édition originale

The Fairy Queen (La Reine des fées) est un semi-opéra composé par Henry Purcell en 1692 (première représentation le 2 mai 1692 au Dorset Garden Theatre à Londres). Le livret est une adaptation anonyme (un auteur possible serait Thomas Betterton) de la célèbre pièce de William Shakespeare Le Songe d'une nuit d'été.
La pièce est partagée en 5 actes.
Le livret emmêle puis résout trois intrigues amoureuses : celle qui oppose la Reine des fées (Titania) et son époux (Obéron), celle qui implique deux couples de jeunes amants athéniens (Lysandre, Héléna, Démétrius et Hermia) et un exercice comique de « théâtre sur le théâtre » ayant pour objet la tragédie de Pyrame et Thisbé.

## Production originale
La création a lieu le 2 mai 1692 au Queen's Theatre, à Dorset Garden à Londres, par la United Company. Thomas Betterton, directeur du Dorset Garden Theatre, avec qui Purcell travaillait régulièrement, est probablement auteur ou co-auteur du livret : une analyse des mises en scène de Betterton mena à cette conclusion . Il est également possible que plusieurs dramaturges aient contribué au livret. La chorégraphie est de Josias Priest, qui travailla aussi sur Dioclesian, King Arthur et Dido and Aeneas. D'après une lettre décrivant la représentation, les rôles de Titania et d'Obéron ont été joués par des enfants de huit ou neuf ans. Les autres personnages de fées étaient sans doute également incarnés par des enfants. 

## Contexte et analyse
Après le succès des opéras Dioclesian (1690) et King Arthur (1691), Purcell compose the Fairy-Queen en 1692. La "Première" et la "Deuxième" musique sont jouées quand le public prend place. Les "Acts Tunes" sont joués entre les actes, le rideau restant levé tout au long de la représentation. Chaque acte, excepté le premier, commence par une courte symphonie (3-5 minutes).
La tradition anglaise du semi-opéra (à laquelle The Fairy Queen appartient), exigeait que la plupart des musiques de la pièce soient introduites par l'intermédiaire d'êtres surnaturels, à l'exception des personnages pastoraux ou ivres. Tous les masques de l'opéra sont présentés par Titania ou Oberon. À l'origine, l'acte 1 ne contient pas de musique, mais il est repris en 1693 en raison du succès de The Fairy Queen. Purcell ajoute alors la scène du poète ivre et deux chants : "Ye gentle spirits of the air" et "The Plaint". Chaque masque est lié, métaphoriquement, à l'action de la pièce. Ainsi, dans l'acte 2, Nuit, Sommeil, et d'autres figures sont liées à une nuit d'enchantement (Obéron veut en effet utiliser le pouvoir de la fleur "love-in-idleness" pour confondre différentes amours). Le masque de Bottom dans l'acte 3 comprend des métamorphoses, des chansons d'amour réel et feint, et des êtres qui ne sont pas ce qu'ils semblent être. Le masque de Réconciliation entre Oberon et Titania à la fin de l'acte 4 préfigure le masque final. La scène se transforme en un jardin de fontaines, dénotant le passe-temps du roi William, juste après qu'Oberon ait dit "bénissez le jour du mariage de ces amants". Les Quatre Saisons nous disent que le mariage célébré ici est bon toute l'année et "Tous saluent le soleil levant"/...L'anniversaire du roi Oberon". Les rois d'Angleterre étaient traditionnellement assimilés au soleil (Oberon = William. Il est significatif que William et Mary se soient mariés le jour de l'anniversaire du Roi, le 4 novembre). La scène chinoise du dernier masque est un hommage à la célèbre collection de porcelaine de la reine Mary. Le jardin, les animaux exotiques, les vases en porcelaine (de Mary) et les orangers (de William) complètent le symbolisme.

## Musique
Purcell compose la musique à la fin de sa brève carrière : the Fairy Queen contient des musiques jugées les plus belles de son œuvre par les musicologues, notamment Constant Lambert, qui produit l'opéra en 1964 avec Edward Dent. L'influence italienne et la maîtrise du contrepoint baroque ressortent de l’œuvre. Des airs comme "The Plaint", "Thrice happy lovers" et "Hark ! the echoing air" appartiennent au répertoire discographique de chanteurs hors de l’œuvre d'origine.
Le texte est chanté par de nombreux solistes et un chœur SATB (soprano, alto, ténor, basse), qui répète le plus souvent le thème principal de l'air. 
L'orchestre est composé de deux flûtes, deux hautbois, deux trompettes, des timbales, des cordes et un clavecin.

## Historique des représentations
Purcell meurt prématurément : alors que son opéra Dioclesian reste populaire jusqu'au 18e siècle, la partition de the Fairy Queen est perdue et retrouvée au début du XXe siècle. De plus, les voix étaient difficiles à trouver : l'alto masculin (ou contreténor) disparait après Purcell, à cause de l'essor de l'opéra italien et des castrats. Ensuite, l'opéra romantique apparait, avec la prédominance du ténor. Jusqu'à la renaissance de la musique ancienne, l'alto masculin existe principalement dans la tradition ecclésiastique des chœurs d'église composés uniquement d'hommes et des quatuors vocaux américains du XXe siècle. 
Cependant, la musique de Purcell (comprenant the Fairy Queen) renait avec, d'une part, l'intérêt pour la musique baroque, qui conduit à rejouer les œuvres de Purcell, John Dowland, John Blow ou George Frideric Handel, et d'autre part, l'essor du contreténor, (avec notamment Alfred Deller et Russell Oberlin) rend possible une interprétation proche de la musique originale. The Fairy Queen gagne ainsi en popularité : de nombreux enregistrements sont réalisés avec des instruments d'époque. Le format de l'œuvre pose des problèmes aux metteurs en scène modernes, qui doivent décider s'ils veulent ou non présenter la musique de Purcell dans le cadre de la pièce originale, qui est assez longue à l'état brut. Savage a calculé une durée de quatre heures. La pièce est ainsi écourtée et modernisée, mais la cohésion originale entre texte, musique et action est perdue, critique formulée à l'encontre de la production de 1995 de l'English National Opera dirigée par David Pountney La production sort en vidéo la même année, et est reprise par la compagnie en 2002. Une approche audacieuse est adoptée lors de la mise en scène de la Brazilian Opera Company en 2000 par Luiz Päetow. 
En juillet 2009, deux mois avant le 350e anniversaire de la naissance de Purcell, The Fairy-Queen est joué dans une nouvelle édition, préparée pour The Purcell Society par Bruce Wood et Andrew Pinnock, qui restaure l'intégralité du spectacle théâtral ainsi que la tonalité originale utilisée par Purcell. La représentation du Glyndebourne Festival Opera avec l'Orchestra of the Age of Enlightenment dirigé par William Christie est reprise plus tard dans le mois au Royal Albert Hall dans le cadre des BBC Proms. 
En juin 2016, l’œuvre est jouée par le Hungarian State Opera et dirigée par András Almási-Tóth.

## Rôles
Initialement, le rôle de Mopsa était interprété par un soprano, mais une révision ultérieure de Purcell précise qu'il doit être interprété par "M.Pate en habit de femme", vraisemblablement pour accentuer l'effet grotesque et valoriser le refrain "No, no, no, no, no; no kissing at all" dans le dialogue entre Corydon et Mopsa. De plus, la signification du terme "contre-ténor" dans ce contexte n'est pas claire : il peut s'agir d'un ténor à la tessiture particulièrement aiguë (comme Purcell lui-même) comme d'un falsettiste. Il semble que les deux soient utilisés, mais il est plus probable que Mopsa soit joué par un falsettiste. 
| Rôle                           | Tessiture                  |
| ------------------------------ | -------------------------- |
| Drunken Poet                   | basse                      |
| First Fairy                    | soprano                    |
| Second Fairy                   | soprano                    |
| Night                          | soprano                    |
| Mystery                        | soprano                    |
| Secrecy                        | contretenor                |
| Sleep                          | basse                      |
| Corydon                        | basse                      |
| Mopsa                          | soprano/countretenor       |
| Nymphe                         | soprano                    |
| 3 membres de la suite d'Obéron | 1 soprano, 2 countertenors |
| Phoebus                        | tenor                      |
| Spring                         | soprano                    |
| Summer                         | contretenor                |
| Autumn                         | tenor                      |
| Winter                         | basse                      |
| Junon                          | soprano                    |
| Chinese Man                    | contretenor                |
| Chinese Woman, Daphne          | soprano                    |
| Hymen                          | basse                      |
| Chœur: Fairies and Attendants. |                            |

## Argument
Seules les scènes mises en musique sont résumées ici.

### Acte 1
Après une dispute sur la propriété d'un enfant indien, Titania quitte Obéron. Deux fées chantent les délices de la campagne ("Come, come, come, come, let us leave the town"). Un poète ivre et bégayant entre, chantant "Fill up the bowl". Le bégaiement serait une moquerie de Thomas d'Urfey ou d'Elkanah Settle. 
Les fées se moquent du poète ivre et le chassent. Avec sa répartie rapide et son portrait largement "réaliste" de la pauvre victime, le Masque du poète ivre est l'épisode le plus proche de l'opéra à part entière tel que le connaissaient les Italiens dans les œuvres de Purcell pour la scène londonienne. 

### Acte 2
Obéron ordonne à Puck d'oindre les yeux de Démétrius avec un philtre d'amour. Titania et les fées se délectent joyeusement et plusieurs allégories les endorment et leur donnent des rêves agréables : Nuit ("See, even Night"), Mystère ("Mystery's song"), Secret ("One charming night") et Sommeil ("Hush, no more, be silent all"). 

### Acte 3
Titania tombe amoureuse de Bottom, à la grande satisfaction d'Obéron. Une nymphe chante les plaisirs et les tourments de l'amour ("If love's a sweet passion"), et après plusieurs danses, Titania et Bottom sont divertis par le badinage insensé et amoureux de deux faneurs, Corydon et Mopsa. 

### Acte 4
Titania est libérée de son enchantement. L'acte s'ouvre sur l'anniversaire d'Obéron et les masques d'Obéron et des quatre saisons apparaissent.

### Acte 5
Thésée apprend les aventures des amants dans les bois. La déesse Junon chante un épithalame "Thrice happy lovers", une femme chante la Plainte (O let me weep). Un homme et une femme chinois entrent en scène en chantant plusieurs chansons sur les joies de leur monde. Deux autres Chinoises convoquent Hymen, qui chante l'éloge de la félicité conjugale, unissant ainsi le thème du mariage de A Midsummer Night's Dream à la célébration de l'anniversaire de William et Mary.  